# Штанько Гаврило Степанович
Гаврило Степанович Штанько (1898, село Малі Копані, тепер Голопристанського району Херсонської області — ?) — український радянський діяч, голова колгоспу «Нове життя» Скадовського району Херсонської області. Депутат Верховної Ради СРСР 2-го скликання.

## Життєпис
Народився в селянській родині. З 1918 по 1922 рік служив у Червоній армії, учасник громадянської війни в Росії.
Працював у колгоспі.
З 1941 року — в Червоній армії, учасник німецько-радянської війни. Служив телефоністом 337-ї окремої роти зв'язку (921-го окремого батальйону зв'язку) 714-го стрілецького полку 416-ї стрілецької дивізії 32-го стрілецького корпусу. Воював на Південному, Північо-Кавказькому, Закавказькому, Південно-Західному, 4-му і 3-му Українських та 1-му Білоруському фронтах. Під час бойових дій був тричі поранений.
Член ВКП(б) з 1943 року.
На 1945—1948 роки — голова колгоспу «Нове життя» села Широке Скадовського району Херсонської області.

## Звання
- старшина

## Нагороди
- орден Вітчизняної війни ІІ ст. (9.05.1945)
- орден Червоної Зірки (10.07.1943)
- медалі